# اوتوککولام
اوتوککولام (به لاتین: Uttukkulam) یک منطقهٔ مسکونی در سری‌لانکا است که در استان شمالی (سری‌لانکا) واقع شده‌است.